# Цвях (гурт)
«Цвях» — український рок-гурт з міста Нововолинська. Гурт заснований Сергієм Лонюком («Сміт») у 2014 році. Виконує авторський матеріал у стилі панк-рок, ска-панк.

## Склад гурту
- Сергій Лонюк — вокал
- Олександр Собчик — гітара
- Андрій Софронюк — бас
- Андрій Кудерський — ударні
- Костянтин Кудерський — баритон
- Андрій Кучук — труба

## Дискографія
- 2017 — «Кікімора»
- 2019 — «Поки тролі сплять» (EP)

### Сингли
- 2017 — «Купала»
- 2019 — «Шість цвяхів»
- 2020 — «ОМ»
- 2020 — «Чорний мольфар»
- 2020 — «Танцюй [Архівовано 13 червня 2021 у Wayback Machine.]» (в рамках акції «Так працює пам'ять», присвяченої пам'яті Данила Дідіка).[1]
- 2020 — «Шаман Масай»
- 2023 — «Янголик»
- 2023 — «Алхімія»
- 2023 — «Джим»
- 2024 — «Доктор Лівсі»

### Кліпи
- 2018 — «Поки тролі сплять»
- 2021 — «Чорний мольфар»